# Maison-école du Grand Meaulnes
La Maison-école du Grand Meaulnes est un musée situé à Épineuil-le-Fleuriel dans le département français du Cher. Cette école désaffectée a été restaurée et transformée en musée en 1994.

## L'école du Grand Meaulnes
« Nous habitions les bâtiments du Cours Supérieur de Sainte-Agathe. Mon père, que j’appelais M. Seurel, comme les autres élèves, y dirigeait à la fois le Cours Supérieur, où l’on préparait le brevet d’instituteur, et le Cours Moyen. Ma mère faisait la petite classe. Une longue maison rouge, avec cinq portes vitrées, sous des vignes vierges, à l'extrémité du bourg ; une cour immense avec préaux et buanderie, qui ouvrait en avant sur le village par un grand portail [...] tel est le plan sommaire de cette demeure où s'écoulèrent les jours les plus tourmentés et les plus chers de ma vie - demeure d'où partirent et où revinrent se briser, comme des vagues sur un rocher désert, nos aventures. »

— Alain-Fournier, Le Grand Meaulnes
Lorsque Henri-Alban Fournier découvre l'école en 1891, il a 5 ans, et son père vient d'être nommé directeur de l'école de garçons. Toute la famille emménage dans la maison-école. C'est là que le futur écrivain va faire ses études primaires, jusqu'à ce qu'il parte au lycée Voltaire à Paris en 1898. Devenu adulte, il va avec ses souvenirs décrire cette école et la petite bourgade d'Épineuil-le-Fleuriel, dans son roman. Alors que son père prépare les grands élèves au certificat d'études et au « brevet élémentaire », sa mère Albanie, également institutrice, est chargée de la petite classe depuis mai 1893 avec le départ de l'adjoint. Derrière le bâtiment de l'école s'étend un jardin, et au fond un ruisseau entoure une île, puis à perte de vue des champs, et, au loin une colline où l'on devine la chapelle de Sainte-Agathe.
Le bâtiment est inscrit à l'inventaire supplémentaire des monuments historiques par arrêté du 27 avril 1972.

## Le site
- L'école-mairie du XIXe siècle telle qu'elle était en 1891. Les meubles de l'appartement du directeur, les pupitres, les tableaux noirs, les estrades, les cahiers, les bureaux des maîtres, les poêles à bois, les cartes géographiques, les compendiums, les panneaux de morale sont ceux du début du XXe siècle. La mairie a également été reconstituée.
- Le village d'Epineuil-le-Fleuriel, sous le nom de Sainte-Agathe, a marqué l'inspiration d'Alain-Fournier. Existent encore de nos jours, la ferme du père Martin, la maison du notaire, le café de la veuve Delouche, la maison du gros Boujardon, les Petits coins, le Tumulus, la Belle Étoile, le glacis, et l'église.
- La Maison d'accueil où sont reçus les visiteurs du Musée-école, les classes de patrimoines. Des expositions y sont organisées et, des œuvres d'art - sculptures et peintures - y sont exposées. Le musée possède également un portrait à la sanguine d'Alain Fournier et un autre d'Yvonne de Quiévrecourt, tous deux par Cyril de La Patellière.